# Long Thạnh Mỹ
Long Thạnh Mỹ là một phường thuộc thành phố Thủ Đức, Thành phố Hồ Chí Minh, Việt Nam.

## Địa lý
Phường Long Thạnh Mỹ nằm ở phía đông thành phố Thủ Đức, có vị trí địa lý:
- Phía đông giáp phường Long Bình và phường Long Phước
- Phía tây giáp phường Tăng Nhơn Phú A và phường Tân Phú
- Phía nam giáp phường Trường Thạnh
- Phía bắc giáp phường Long Bình.

Phường có diện tích 12,06 km², dân số năm 2021 là 43.987 người,  mật độ dân số đạt 3.647 người/km².

## Lịch sử
Địa danh Long Thạnh Mỹ có từ thời Pháp thuộc, khi đó là một làng thuộc tổng Long Vĩnh Hạ, quận Thủ Đức, tỉnh Gia Định. Làng Long Thạnh Mỹ được hình thành trên cơ sở sáp nhập ba làng có từ thời Nguyễn là Chí Thạnh, Long Hậu và Mỹ Thạnh.
Sau năm 1956, các làng được gọi là xã. Trong giai đoạn 1957-1962, chính quyền Việt Nam Cộng hòa đặt tổng Long Vĩnh Hạ thuộc quận Dĩ An, tỉnh Biên Hòa, xã Long Thạnh Mỹ thuộc quận Dĩ An. Năm 1962, tổng Long Vĩnh Hạ lại được chuyển về quận Thủ Đức nên xã Long Thạnh Mỹ thuộc quận Thủ Đức cho đến năm 1975.
Sau năm 1975, Long Thạnh Mỹ là một xã thuộc huyện Thủ Đức, Thành phố Hồ Chí Minh.
Ngày 6 tháng 1 năm 1997, Chính phủ ban hành Nghị định số 03-CP. Theo đó:
- Chuyển xã Long Thạnh Mỹ về Quận 9 mới thành lập
- Điều chỉnh 8 ha diện tích tự nhiên của xã Long Thạnh Mỹ về phường Tăng Nhơn Phú A mới thành lập
- Điều chỉnh 90 ha diện tích tự nhiên và 1.115 người của xã Long Thạnh Mỹ về phường Tân Phú mới thành lập
- Thành lập phường Long Thạnh Mỹ trên cơ sở 1.299 ha diện tích tự nhiên và 11.233 người còn lại của xã Long Thạnh Mỹ.

Ngày 9 tháng 12 năm 2020, Ủy ban thường vụ Quốc hội ban hành Nghị quyết 1111/NQ-UBTVQH14 về việc thành lập thành phố Thủ Đức trên cơ sở sáp nhập toàn bộ diện tích và dân số của Quận 2, Quận 9 và quận Thủ Đức, phường Long Thạnh Mỹ thuộc thành phố Thủ Đức như hiện nay.